# Moulin à Brgule
Le moulin à Brgule (en serbe cyrillique : Воденица у Бргулама ; en serbe latin : Vodenica u Brgulama) est un moulin à eau situé à Brgule, dans la municipalité de Ub et dans le district de Kolubara, en Serbie. Il est inscrit sur la liste des monuments culturels protégés de la république de Serbie (identifiant no SK 962),,,.

## Présentation
Le moulin était situé sur l'ancien lit de la rivière Kolubara, à une quinzaine de kilomètres au nord-est d'Ub.
À supposer que sa construction date de la fin du XVIIIe siècle ou du début du XIXe siècle, il constituait un exemple rare d'architecture populaire car il reposait sur piliers en chêne hauts et massifs placés verticalement dans le lit de la rivière. De forme globalement rectangulaire, il était constitué d'un espace de travail avec dix emplacement pour abriter des meules, et d'une pièce pour le meunier, destinée au repos. Les deux parties étaient formées d'une ossature en bois, avec des planches en chêne dans l'espace de travail et avec un remplissage de torchis dans la salle du meunier.
Selon la légende, le moulin était lié à Aleksa Nenadović et à son fils prota Mateja Nenadović, deux personnalités importantes premier soulèvement serbe contre les Ottomans.
Faute d'entretien, le bâtiment est aujourd'hui complètement détruit. 